# Кобилино бранище (заслон)
 Тази статия е за заслона.  За седловината вижте Кобилино бранище.  
Заслон „Кобилино бранище“ е туристически заслон на 2145 m надморска височина в планината Рила.
Представлява едноетажна дървена постройка с капацитет 20 места. Не е водоснабден и електрифициран, няма санитарни възли и е на самообслужване.
Той е пункт от „Е-4“ в отсечката хижа „Мальовица“ – Поповокапски превал – заслон „Кобилино бранище“ – хижа „Рибни езера“.
По време на изкачването се открива гледка към отвесните, скалисти склонове на върховете, разположени между двата най-високи върха в Мальовишкия дял на Северозападна Рила – Голям Купен (2731 м н.в.) и Мальовица (2729 м н.в.).

## Съседни туристически обекти
- хижа „Мальовица“ (през заслон „Страшното езеро“) – 4 часа
- хижа „Мечит“ – 4 часа
- хижа „Рибни езера“ – 4:30 часа
- Централна планинска школа „Мальовица“ (през Йончево езеро) – 5 часа
- Кирилова поляна – 2 часа
- Сухото езеро – 40 минути
- Рилски манастир – 4 часа